# 扎斯拉夫爾
扎斯拉夫爾（羅馬化：Zaslawye，發音：[zaˈsɫau̯je]，羅馬化：Zaslavl'）是白俄羅斯的城市，位於首都明斯克西北27公里，由明斯克州負責管轄，面積14.2平方公里，始建於985年，海拔高度211米，或205至255米，2011年人口14,294。